# Данков
Данко́в — город в России, административный центр Данковского района Липецкой области.
Образует одноимённое муниципальное образование город Данков со статусом городского поселения как единственный населённый пункт в его составе.

## Герб и название
Герб Данковского района был принят 25 марта 2005 года. В красном поле — серебряный меч с тарчем (круглый щит), в зелёном поле — серебряная лошадь. Основой герба стал исторический герб Данкова, утверждённый 29 мая 1779 года. Тогда на городском гербе впервые появилась «в зелёном поле стоящая серебряная лошадь, означающая, что этот город лошадиными ярмарками знаменит». Меч с щитом символизирует военную славу.
Волнистое деление щита аллегорически указывает на расположение района на Дону.

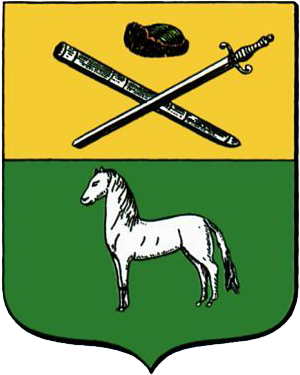
Герб города Данков (1779)

## География
Расположен на восточных склонах Средне-Русской возвышенности, на реке Дон при впадении в неё реки Вязовни.
Близ Данкова находится Куликово поле.
Население — 19 726 чел. (2021).

### Административно деление
Город делится на 13 микрорайонов:
- Микрорайон Пушкари (бывшая Пушкарская слобода)
- Микрорайон Стрельцы (бывшая Стрелецкая слобода)
- Микрорайон Богословка
- Микрорайон Куликовка
- Микрорайон Тулянка
- Микрорайон Казаки (бывшая Казацкая слобода)
- Микрорайон Сторожевской (бывшая Сторожевская слобода)
- Микрорайон Южный
- Микрорайон Придонской
- Микрорайон Берёзовая роща (Поле Чудес)
- Микрорайон совхоза Данковский (Совхоз)
- Посёлок Доломитного Комбината (Щебзавод)
- Посёлок Химзавода

### Климат
Преобладает умеренно-континентальный климат. Лето тёплое и короткое. Зимы длительные и холодные. Среднегодовое количество осадков — 460 мм. Самый тёплый месяц — июль со средней температурой 19,2 °C, а самый холодный — январь со средней температурой −10,0 °C.

## История

### Старый Донков
Название города произошло от входившего в Рязанское княжество древнего города Донко́ва, который был сожжён монголо-татарами. Сейчас на том месте находится село Стрешнево Данковского района.
Старый Данков представлял собой крепость, которая несла оборонную службу по охране границ сначала Рязанского княжества, а после — границ Московского государства от крымских и ногайских татар. Рядом с крепостью находилась первая пристань на Дону, откуда купцы отправляли свои суда в Азов, Кафу, Константинополь.
В 1521 году город был полностью разрушен и сожжён полчищами крымского хана Махмет-Гирея.
Данков был восстановлен в 1568 году, когда в Данков были направлены князь Владимир Константинович Курлятев и боярский сын Григорий Степанович Сидоров, чтобы «города ставить». Окружённый деревянными стенами город с его выгодным стратегическим положением не раз становился непреодолимым препятствием на пути иноземных полчищ. Служилые люди, охранявший крепость — стрельцы, казаки, пушкари — селился рядом с крепостью, а в свободное от службы время занимался земледелием. 
В 1613 году Данков успешно оборонялся от казаков Ивана Заруцкого, а также от крымских татар. Однако в 1618 году он был взят и сожжён запорожскими казаками гетмана Петра Сагайдачного.

### Новый Данков
В 1619 году Данков был восстановлен на новом месте в 30 км южнее, близ впадения Вязовки в Дон, где находится и сегодня. Это было связано с тем, что именно там сохранились три неразорённых села, которые нуждались в укреплённом убежище. На протяжении нескольких десятилетий новая крепость отражала крымскотатарские набеги. Пограничная служба в крепости велась стойко и исправно. И всё же город неоднократно подвергался сожжению противником. В начале XVIII века Данков потерял военное значение, а к середине века ветхие укрепления прекратили существование. Теряя облик города-крепости, он превращается в город ремесленников и купцов.

### Имперский период
Пятьдесят лет город Данков числился в Воронежской губернии, с 1778 года Данков — уездный город.
В 1804 году город снова получил статус уездного города; был вновь образован Данковский уезд в составе Рязанской губернии.
Никаких военных укреплений теперь уже не было. В дореволюционный период город славился своими ярмарками, на которых торговали лошадьми, крупным рогатым скотом, продуктами сельского хозяйства, предметами кустарного и фабрично-заводского производства.
В XIX веке Данков — довольно крупный центр по торговле хлебом. Растёт его экономическое значение, чему способствует подведение к городу железной дороги и постройка элеватора в 1890 году. Появились каменные двухэтажные дома зажиточных купцов. В 1909 году открылась частная женская прогимназия, а в 1912 году — мужская казённая гимназия. В городе имелись также больницы, мужская и женская начальные школы, духовное училище, библиотека, дворянско-купеческий клуб и небольшой кинотеатр.
В начале XX века Данков — один из центров революционной пропаганды. Отсюда в села и деревни шли агитаторы, рассылались революционные листовки.
1905—1907 гг. ознаменовались массовыми крестьянскими восстаниями, волнениями на территории уезда.
Весной 1915 года во время Первой мировой войны был сформирован 470-й Данковский пехотный полк, одним из первых он был направлен на фронт в составе 118-й пехотной дивизии. Особенно он отличился в боях на Балтике, а также при обороне сухопутного участка Моонзундского архипелага в 1917 году.

### Ранний советский период
К концу января 1918 года в Данкове полностью установлена Советская власть.
В период гражданской войны Данковский уезд снабжает Красную армию и трудящихся промышленных городов продуктами питания.
В 1919 году город посещает Михаил Иванович Калинин.
В 20—30-е гг. постепенно развивается промышленность города.
В 1925 года Данкову присвоен статус села, в 1941 г. — рабочего посёлка городского типа.
С 30 июля 1928 года находился в составе Центрально-Чернозёмной области, затем с 1934 года в составе Воронежской.
15 июля 1932 года образован Данковский щебёночный завод.
22 декабря 1932 года начата разработка Данковского месторождения доломитов.
С 26 сентября 1937 года — в Рязанской области.
Осенью 1938 года началось строительство химического завода на базе завода «Расткаучук».

### Великая Отечественная война
В августе 1941 г. в здании райисполкома на улице Урицкого разместился штаб Данковского укреплённого района. Начальником укрепрайона был подполковник П. К. Ломачинский, который подчинялся командованию Юго-Западного фронта, а с 18 декабря 1941 г. — вновь образованному Брянскому фронту.
24 сентября 1941 г. со Спецконторы НКПС пришёл приказ о перемещении заводов на восток, и началась подготовка к отправке оборудования и материалов.
Райком партии совместно с военкоматом приступил к комплектованию двух истребительных батальонов. Руководители предприятий, колхозов, рабочие и служащие, находящиеся на брони от призыва на фронт, в начале октября были зачислены в истребительные батальоны, которые в случае оккупации Данкова должны были перейти на партизанский метод борьбы.
Осенью в Данкове строится военный аэродром. На нём размещался 778-й авиационный полк.
19 ноября в Данков вошли воинские части 3-й армии Юго-Западного фронта и разместились в общежитиях и цехах щебзавода и других предприятиях города.
Всё население Данкова участвовало в сооружении оборонительных укреплений. Все улицы Данкова с западной стороны были перегорожены каменными баррикадами высотой 1,5—2 м и такой же ширины. Камень для этих целей брали на щебзаводе. По берегу Дона, в четыре ряда были уложены противотанковые ежи. Весь левый берег Дона в районе от села Романово до села Бегичево был изрыт окопами и ходами сообщения глубиной 1,7 м. Против каждого брода в реке Дон, где могли пройти танки, был вырыт противотанковый ров. Противотанковые рвы были вырыты и на других танкоопасных направлениях. На левом берегу Дона сооружалась глубокоэшелонированная оборона на глубину 5—7 км. Сооружались доты, дзоты, командные пункты.
Оккупация Данкова могла произойти 6—10 декабря. Стратегическое значение в ноябре—декабре 1941 г. в проведении Елецко-Ефремовской операции по разгрому немцев Данков приобрёл благодаря железнодорожной станции. Она была конечным прифронтовым пунктом, откуда войска дальше шли своим ходом, занимая фронтовые позиции от Чернавы на севере до Телепнева на юге района, порядка 80 км по линии фронта.
Для конкретных решений по контрнаступлению в Данков прибыл командующий Юго-Западным фронтом маршал Советского Союза Тимошенко Семён Константинович.
3-я армия генерала Я. Г. Крейзера, находившаяся в районе населённых пунктов Телепнево, Воскресенское, Плахово, Авдулово, 11 декабря перешла в наступление в районе г. Ефремова с целью освобождения города. Для развития удара в районе Ефремова Ставка Верховного Главнокомандования 6 декабря перебрасывает через станцию Данков 61-ю резервную армию.
На базе Данковской больницы, в помещении школы № 1, в бывшем детском доме на улице Большой Садовой уже работали военные госпитали № 3012 и 1076.
В годы Великой Отечественной войны здесь формируется 131-й отдельный мото-понтонный мостовой батальон, который прошёл боевой путь от Данкова до Берлина.
В 1943 году отпала необходимость в содержании формирований ополченцев, часть их была призвана в армию, а оставшиеся по брони выполняли прежнюю работу. Не поучаствовав в боях, батальоны были расформированы, склады были вывезены, ямы зарыты. Штаб Данковского укрепрайона ушёл на запад.
В годы войны из Данковского района на фронт ушёл 16 361 человек. Не вернулось 7386 человек.

### Советский период
В 1951 году строится Данковская ГЭС.
6 января 1954 года Данковский район, образованный в 1928 году, входит в состав Липецкой области. К нему были присоединены Березовский и Воскресенский районы.
16 февраля 1959 года рабочий посёлок Данков получил статус города районного подчинения, а с 1963 года — областного подчинения.
С 1959 года начинает застраиваться левобережная часть города.
В 1960 году был сооружён мост через реку Дон.
В 1961 году была сооружена Данковская ТЭЦ.
С 1 февраля 1963 по 11 января 1965 года город Данков был городом областного подчинения.

### Современный период
В 2014 был открыт Тепличный комбинат «Липецкагро».
В 2019 году был открыт дрожжевой завод китайской компании «Ангел Ист Рус».
В 2021 году проводился ремонт центрального моста через реку Дон.
В конце 2021 года в Данкове запустили первый в России завод по переработке топинамбура «ИстАгроДон».

## Население
| 1856    | 1897    | 1913    | 1959    | 1967    | 1970    | 1979    | 1989    | 1992    |
| ------- | ------- | ------- | ------- | ------- | ------- | ------- | ------- | ------- |
| 3300    | ↗9100   | ↗10 400 | ↗12 703 | ↗18 000 | ↗20 030 | ↗23 246 | ↗24 659 | ↗24 700 |
| 1996    | 1998    | 2001    | 2002    | 2003    | 2005    | 2006    | 2007    | 2009    |
| ↗24 800 | ↘24 600 | ↘23 700 | ↘23 249 | ↘23 200 | ↘22 600 | ↘22 400 | ↘22 300 | ↘22 207 |
| 2010    | 2011    | 2012    | 2013    | 2014    | 2015    | 2016    | 2017    | 2018    |
| ↘21 064 | ↘20 982 | ↘20 652 | ↘20 218 | ↘19 920 | ↘19 600 | ↘19 343 | ↘19 120 | ↘19 017 |
| 2019    | 2020    | 2021    |         |         |         |         |         |         |
| ↘18 830 | ↘18 711 | ↗19 726 |         |         |         |         |         |         |

На 1 января 2025 года по численности населения город находился на 694-м месте из 1124 городов Российской Федерации.
Национальный состав
По итогам переписи населения 2020 года проживали следующие национальности (национальности менее 0,1 % и другое, см. в сноске к строке «Другие»):
| Национальность | Численность, чел. | Доля     |
| -------------- | ----------------- | -------- |
| Русские        | 19 180            | 97,23 %  |
| Азербайджанцы  | 32                | 0,16 %   |
| Армяне         | 32                | 0,16 %   |
| Украинцы       | 27                | 0,14 %   |
| Другие         | 455               | 2,31 %   |
| Итого          | 19 726            | 100,00 % |

=

## Экономика
В 2008 г. в границах территории городского поселения создана особая экономическая зона промышленно-производственного типа «Данков»
- ООО «ИстАгроДон» — переработка топинамбура
- ООО «ТНК СИЛМА» — производство энтеросгеля
- ОАО «Доломит» (Щебёночный завод)
- Данковский филиал АО «Черкизовский мясоперерабатывающий завод» (Мясоперерабатывающий завод)
- ООО «Биологические очистные сооружения»
- ОАО «Завод железобетонных изделий»
- Данковский хлебозавод ОАО «Липецкхлебмакаронпром»
- ОГУП «Липецкдоравтоцентр»(филиал)
- Данковский филиал швейной фабрики ООО «Космос»
- ООО «Данковводоканал»
- Муниципальное учреждение здравоохранение «Данковская центральная районная больница»
- ООО «Электрон»
- ООО «АПК „РусАгроАльянс“»
- ЗАО «Русь-Агро»
- ООО «Данковавто»
- ООО «Тепличный комбинат ЛипецкАгро»
- ООО «Ангел Ист Рус»
- ООО «Чистый город»
- ЗАО «НП РСК»
- ООО «КомплектПромСтройСнаб» (ООО «КПСС»: Растворо-бетонный узел, услуги спецтехники)
- ООО «ПроходНациональногоКомплекта»

## Энергетика
Филиал ОАО «Квадра» — «Восточная генерация»: отделение «Данковская ТЭЦ»
«МРСК-Центра-филиал Липецкэнерго»

## Транспорт
Через город проходит Юго-восточная железная дорога.
Одноимённая железнодорожная станция не действует с 2014 года.
Действуют маршруты городского автобуса № 1к, № 2, № 3, № 4, № 5, № 6, № 7к, № 8к, № 9к.
Пригородные внутримуниципальные маршруты: № 101к Данков — Бигильдино, № 102к Данков — Городки, № 292 Данков — Авдулово, № 293 Данков — Барятино, № 294 Данков — Телепнево, № 295 Данков — Перехваль, № 296 Данков — Ярославы, № 297 Данков — Воскресенское, № 298 Данков — Полибино, № 299 Данков — Долгое, № 300 Данков — Сугробы, № 301 Данков — Избищи, № 302к Данков — Кудрявщино.
Внутриобластные: № 238 Лебедянь — Данков, № 448 Лев Толстой — Данков, № 551 Данков — Липецк, Липецк — Москва (с заездом в Данков).

## Культура
В 1966 году в городе открылся кинотеатр «Дон».
В городе печатается газета «Заветы Ильича».
Также в городе располагается два Дома культуры (на улице Ленина и на Щебзаводе).
В городе существуют:
- Ансамбль песни и пляски «Вольный Дон»
- Вокально-инструментальный ансамбль «Казачий разъезд»
- Театр «ДаНТе»
- Литературно-музыкальный клуб «Лира»
- Эстрадное трио «Авантюрин»
- Ансамбль русской песни «Придонье»

## Достопримечательности
- Краеведческий музей с картинной галереей «Малая Третьяковка» (1968 год), созданной заслуженным художником России А. И. Плотновым (музей и галерея расположены в здании церкви Димитрия Солунского (1790), являющемся памятником архитектуры)
- На улицах Карла Маркса (Большая) и Урицкого (Почтовая) сохранилось множество дореволюционных купеческих усадьб
- Планетарий (единственный в Липецкой области)
- Парк пионеров-героев
- Парк Победы
- Богословская набережная
- Мемориал славы

## Русская православная церковь
- Тихвинский храм
- Георгиевский храм
- Покровский храм «Богословский»
- Христорождественский храм
- Бывший храм св. Димитрия Солунского — краеведческий музей
- Покровский монастырь

## Известные люди
- Василий Иванович Ермаков — купец, городской голова, меценат и краевед.
- Василий Иванович Алтуфьев — военный чиновник, мелкопоместный дворянин.
- Виссарион Виссарионович Григорьев — военно-морской деятель, вице-адмирал, командующий Днепровской военной флотилией, кандидат географических наук.
- Юлий Фердинандович Вейцлер — видный представитель городского дворянства, коллежский асессор, направленный на службу из Москвы — начальник Данковской почтово-телеграфной конторы с 24 августа 1887 года. Содействовал развитию городской культуры и общественной жизни, в 1891 году его род был с благодарностью внесён в Книгу дворянских родов Рязанской губернии.
- Геннадий Алексеевич Гришин — футболист, полузащитник. Мастер спорта.
- Анатолий Васильевич Карих — военачальник, Заслуженный военный лётчик СССР, генерал-майор авиации.
- Плотнов Андрей Иванович — живописец и график, военный художник.
- Алексей Константинович Лебедев — исполнитель на тубе, педагог, композитор, профессор Московской консерватории.
- Пётр Макарович Хупотский — русский педагог; бакалавр МДА.
- Епископ Феофил — епископ Русской православной церкви, епископ Самарский и Ставропольский.

## Фотогалерея

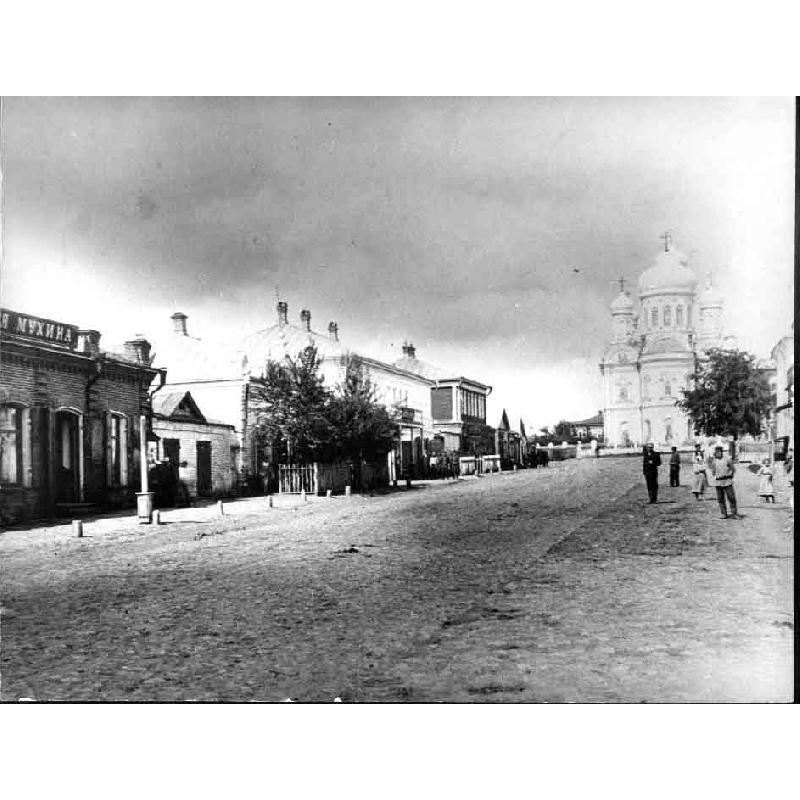
Тихвинский собор, начало XX века
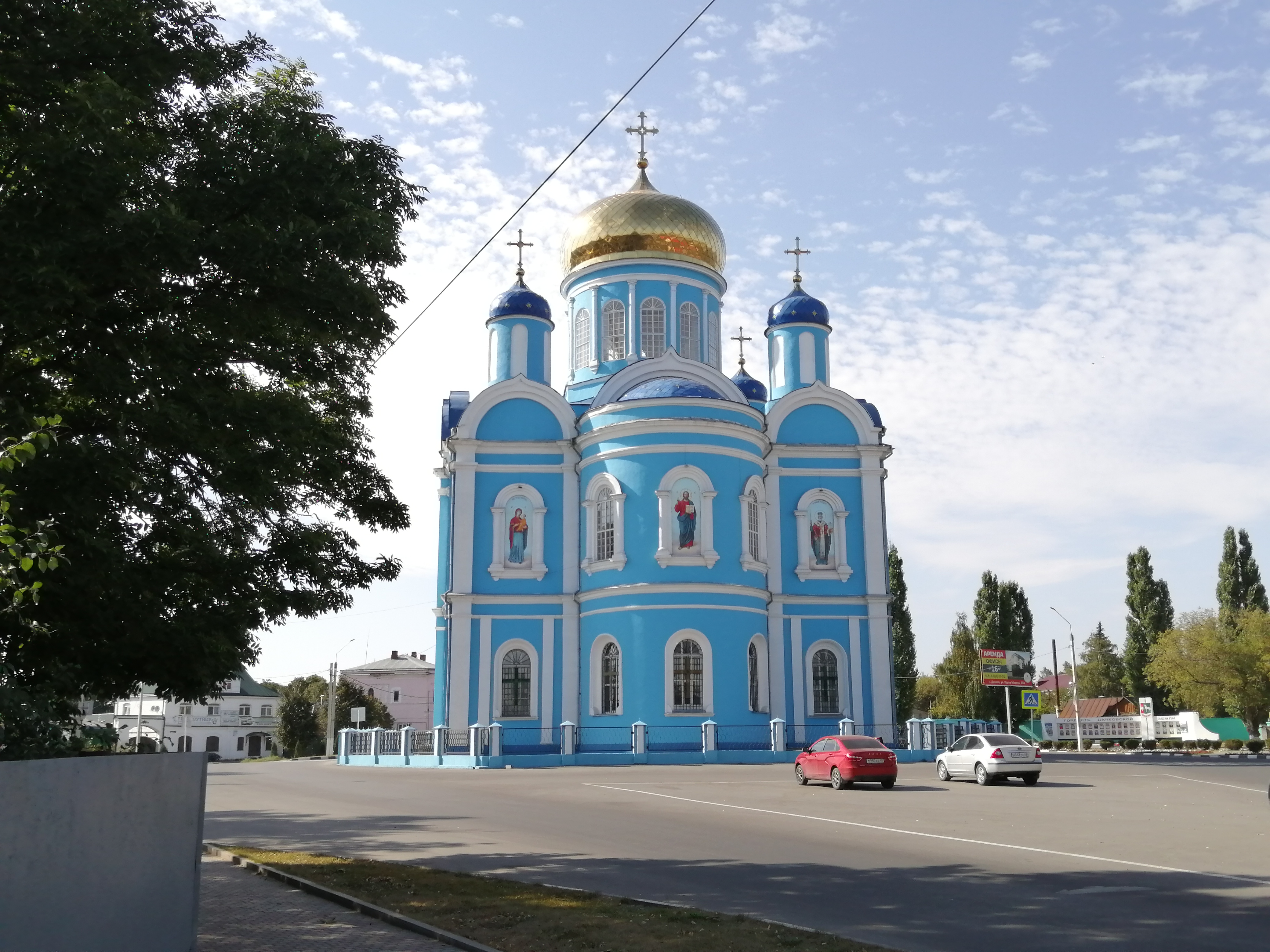
Тихвинский собор, современный вид
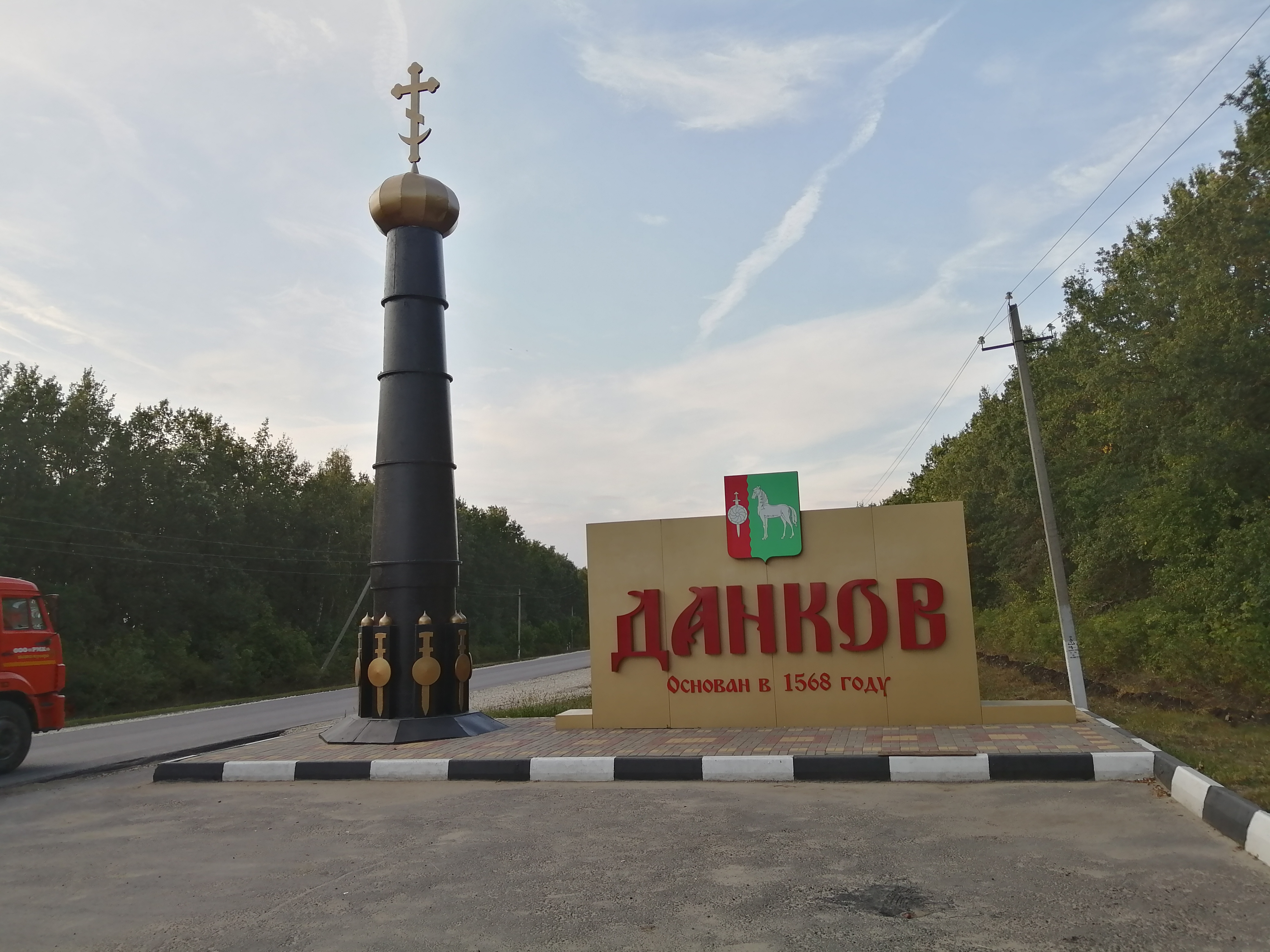
Въездной знак в город
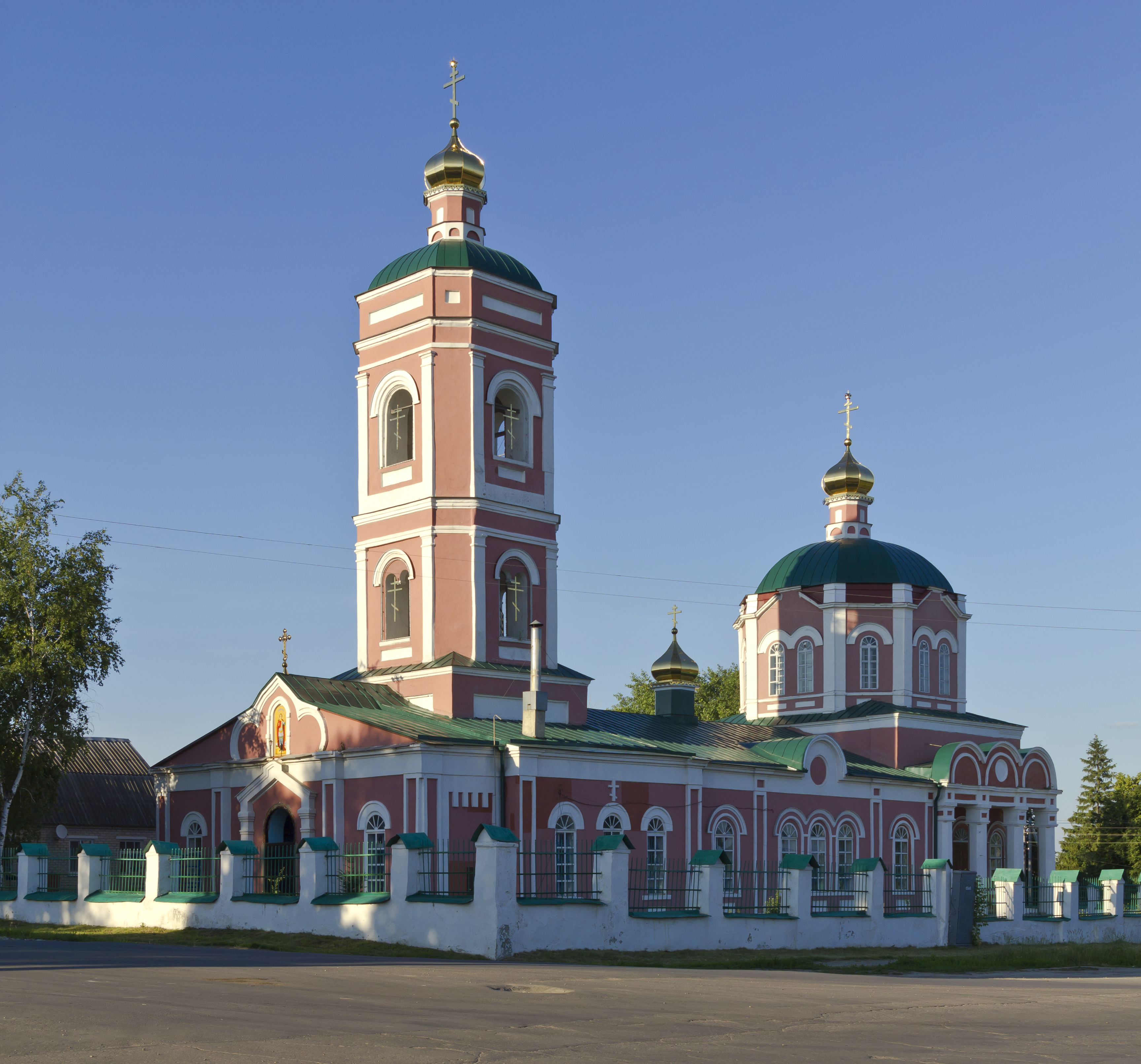
Георгиевская церковь
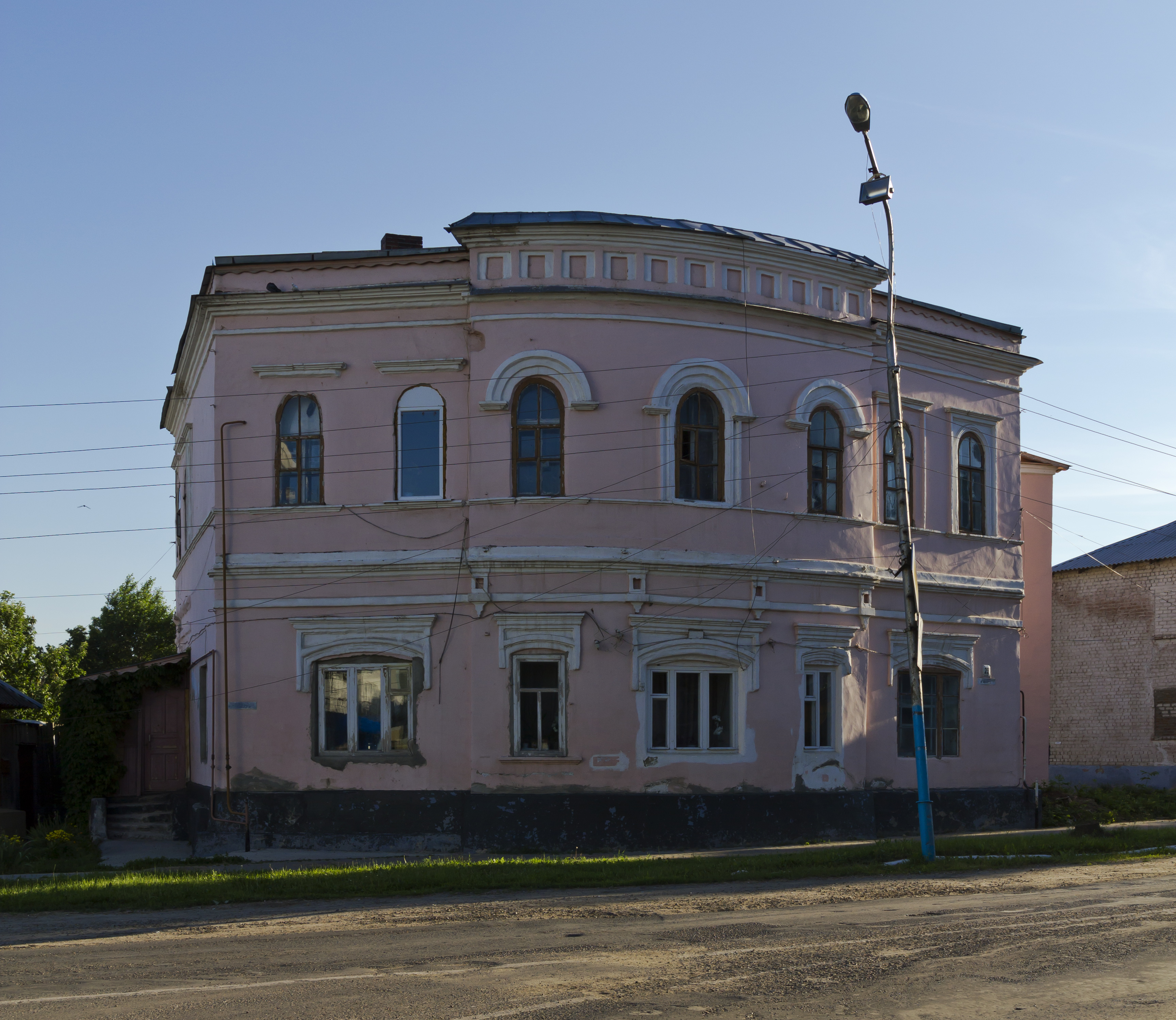
Особняк
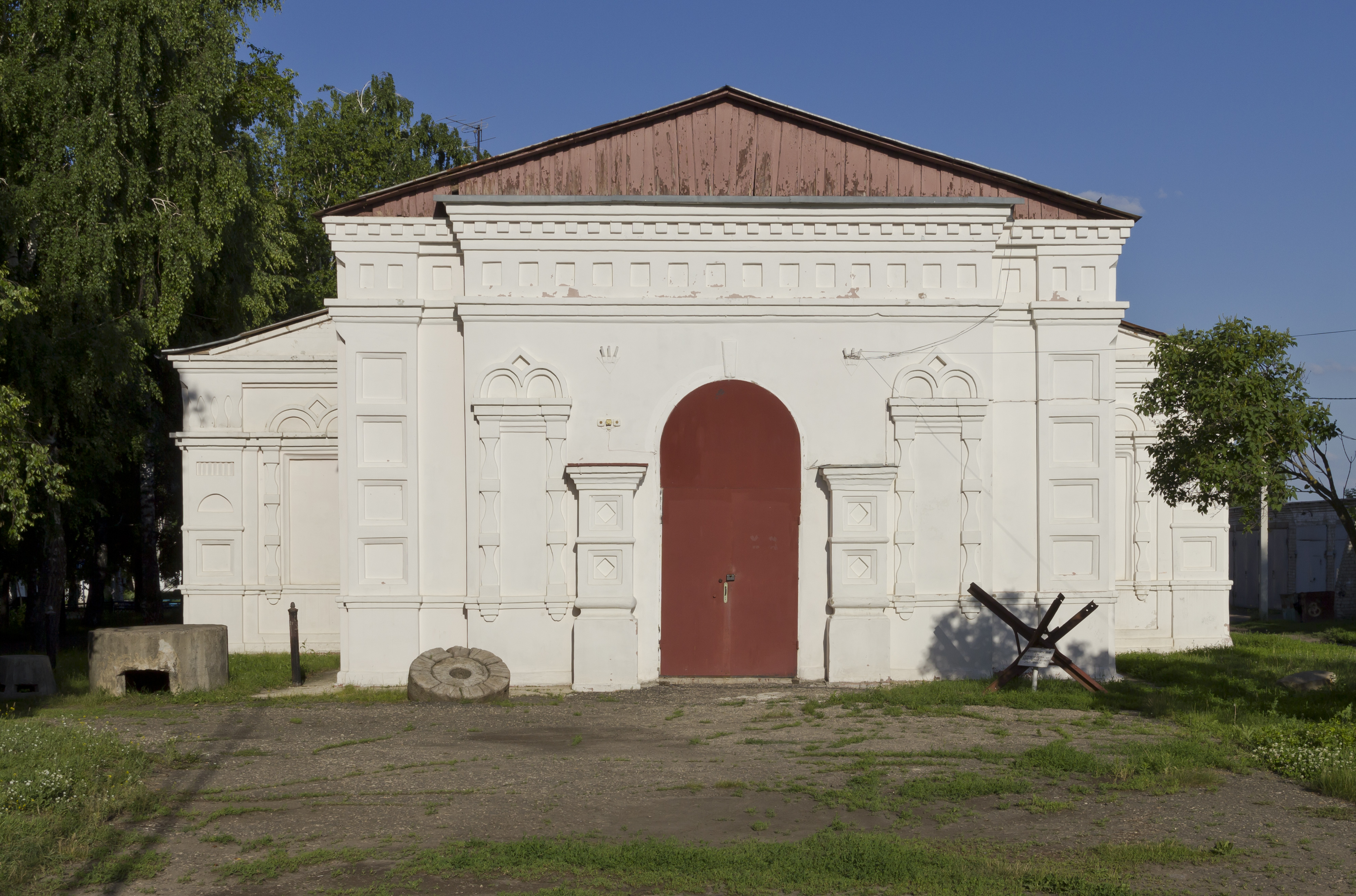
Бывшая церковь Димитрия Солунского, ныне — краеведческий музей
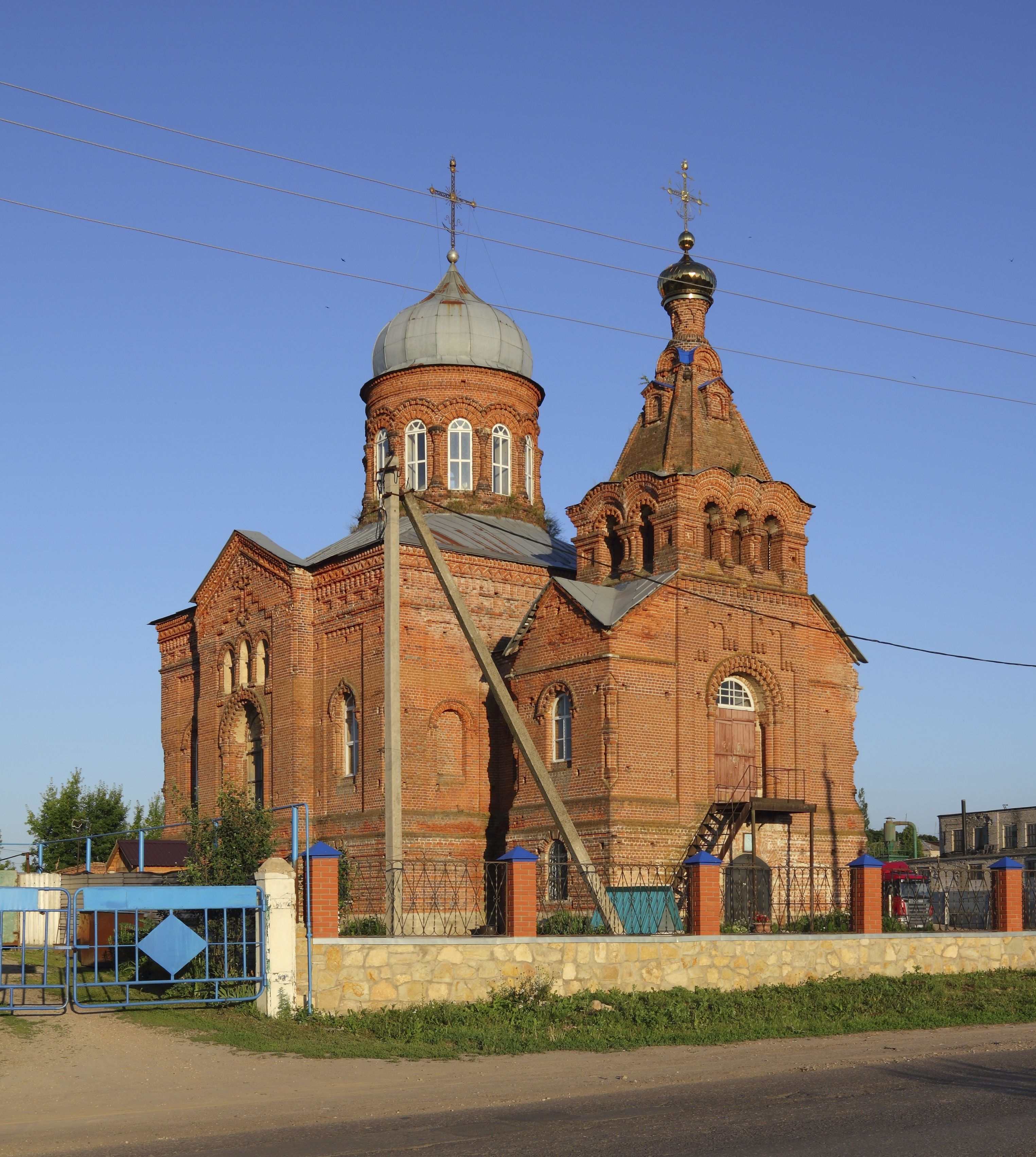
Церковь Рождества Христова
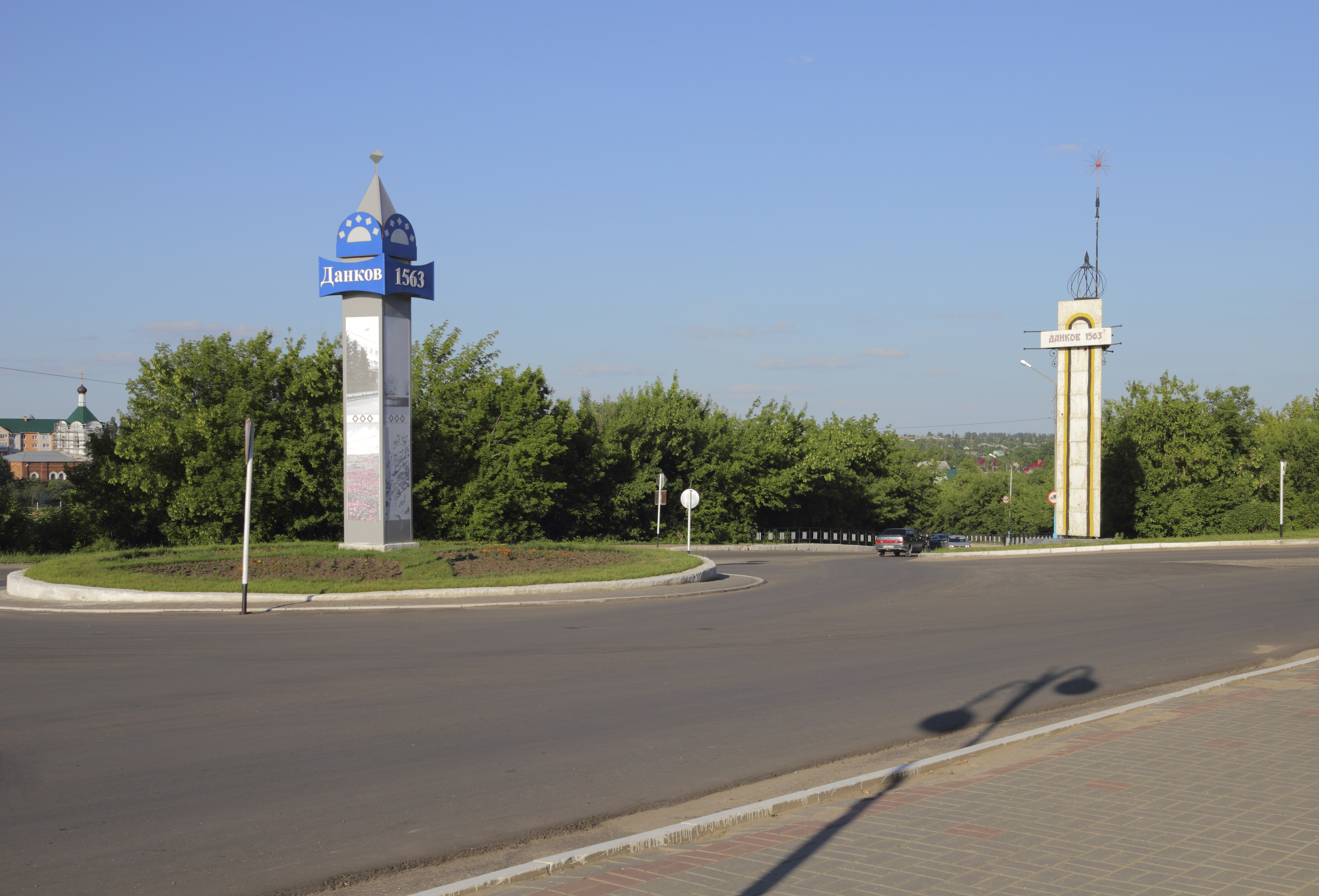
Памятный знак
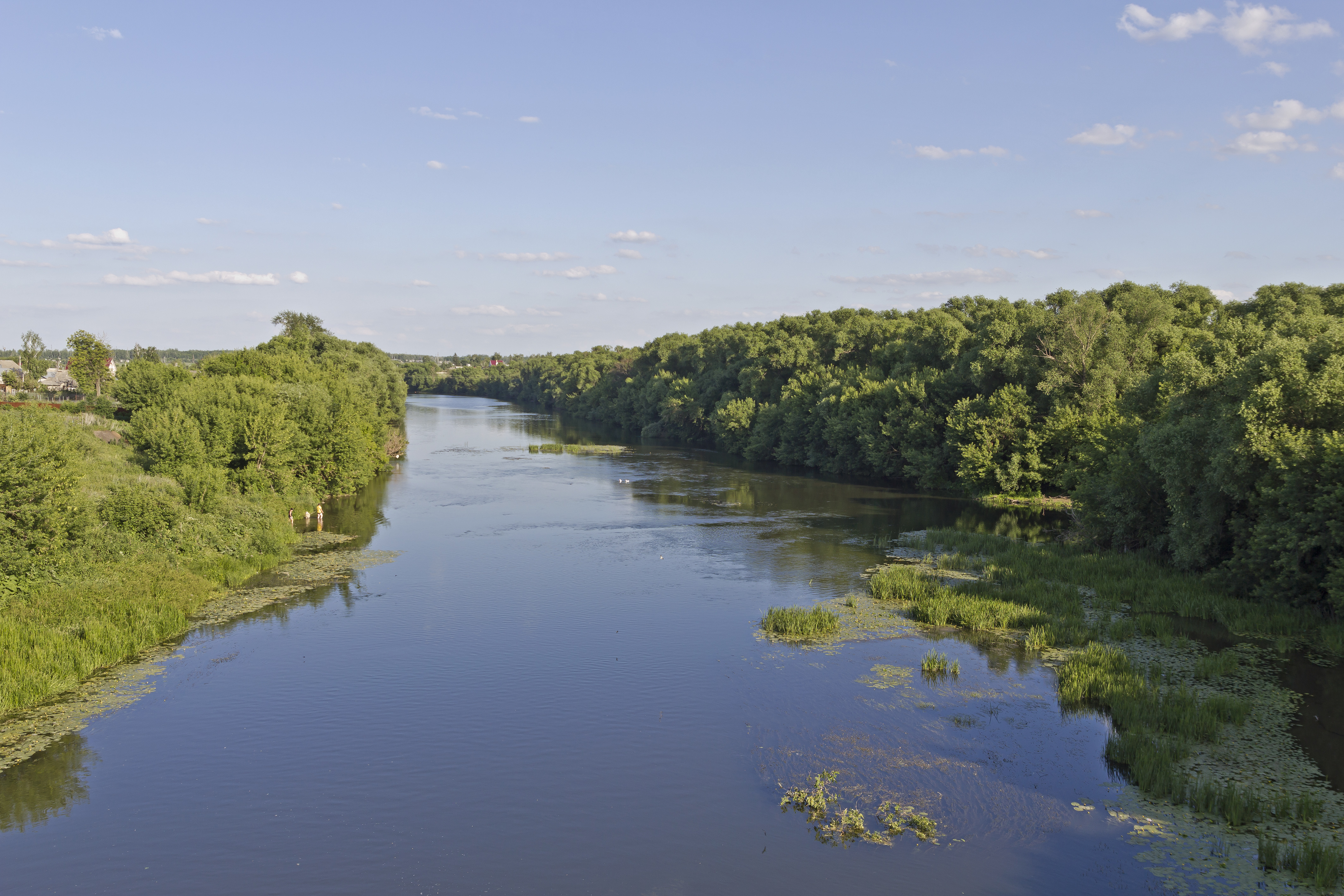
Река Дон
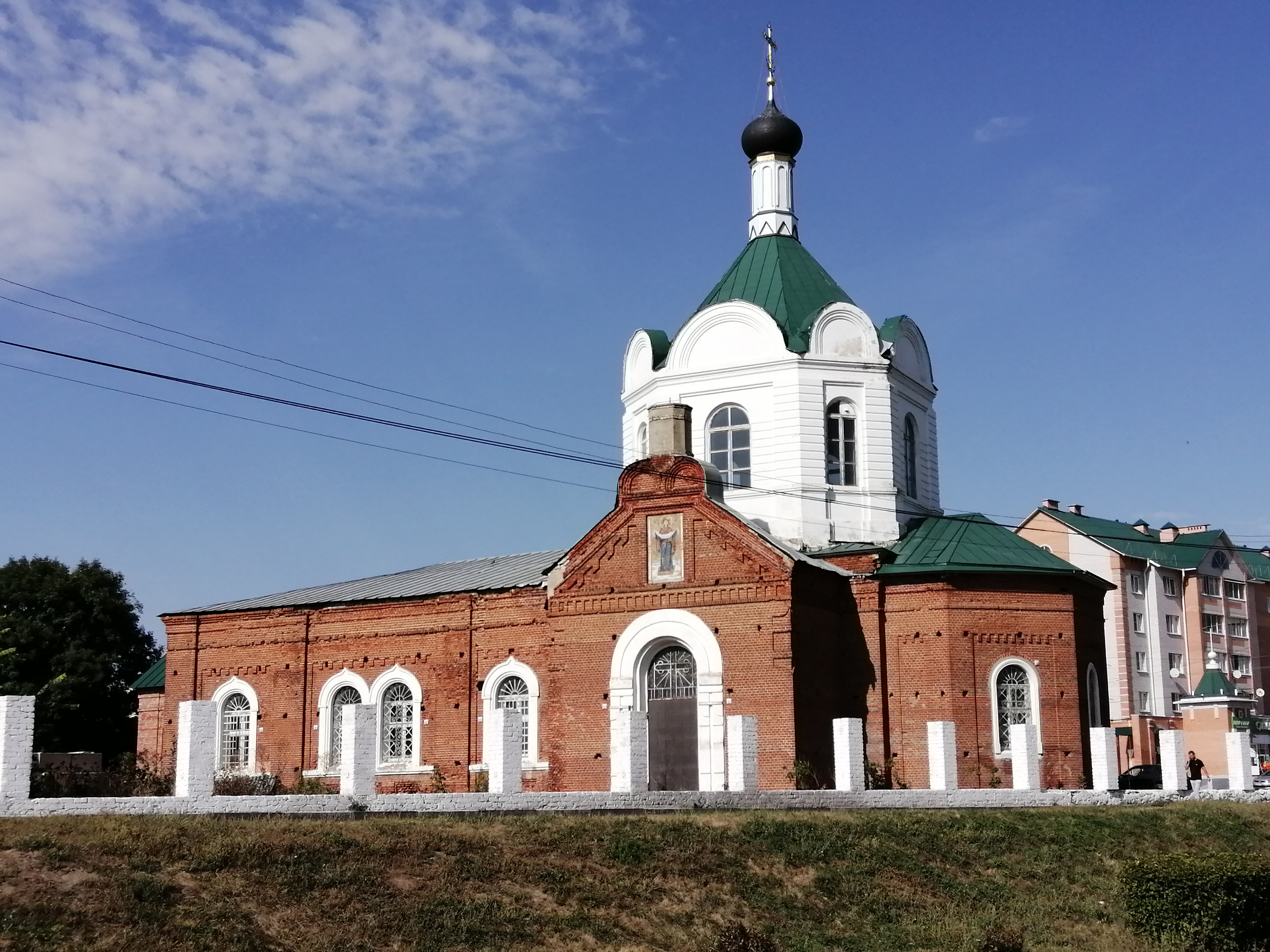
Церковь Иоанна Богослова
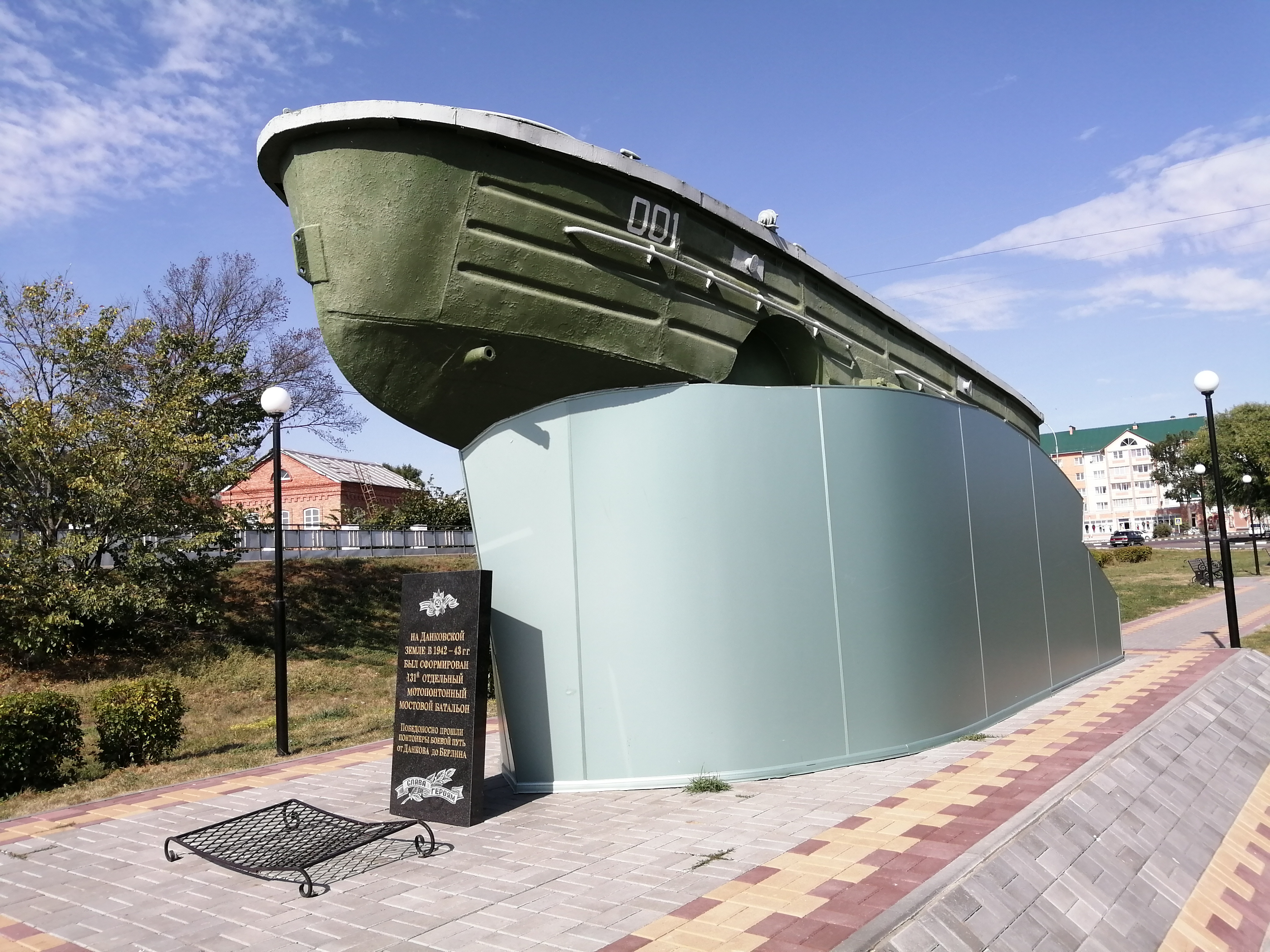
Памятник понтонёрам
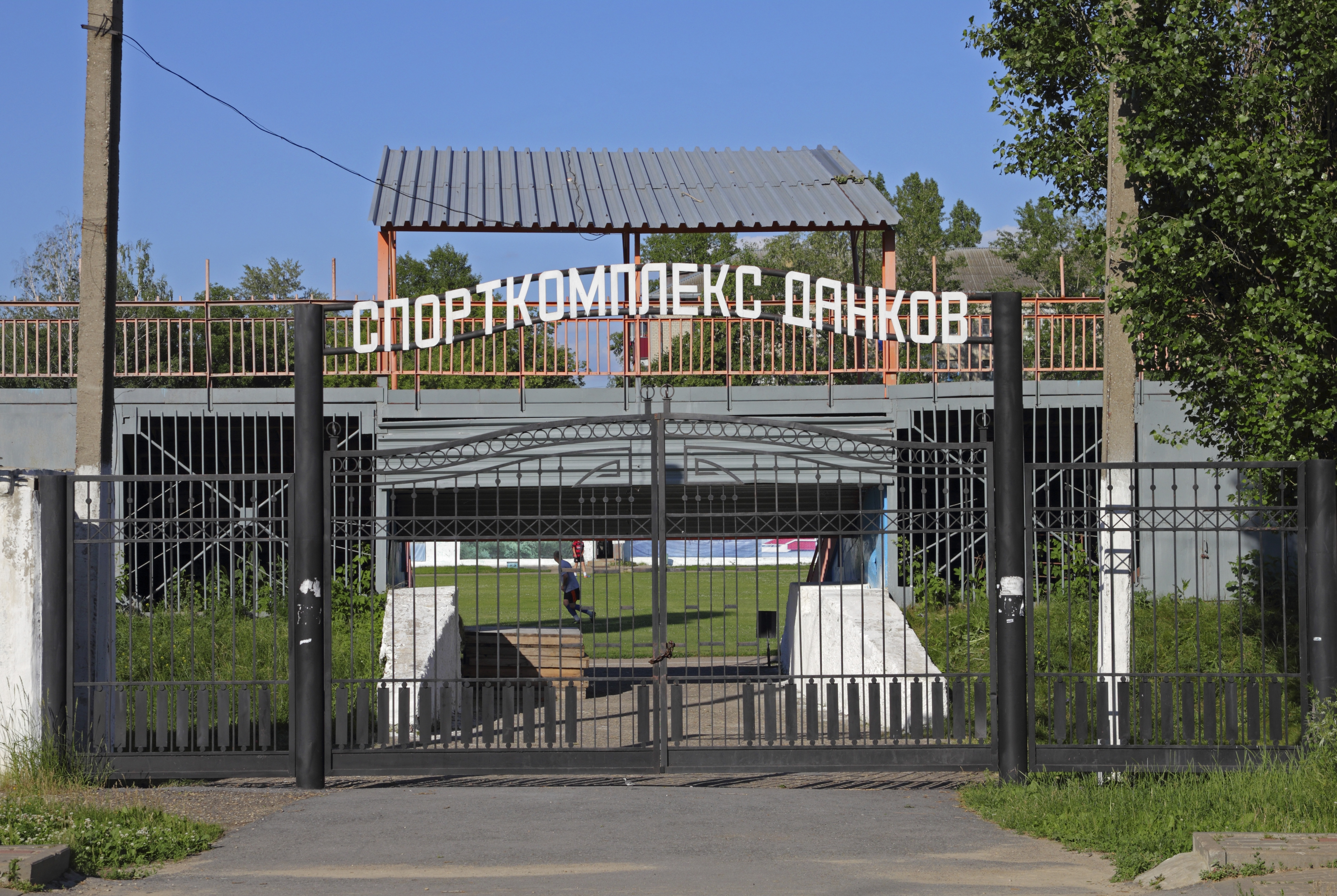
Новая часть города: стадион
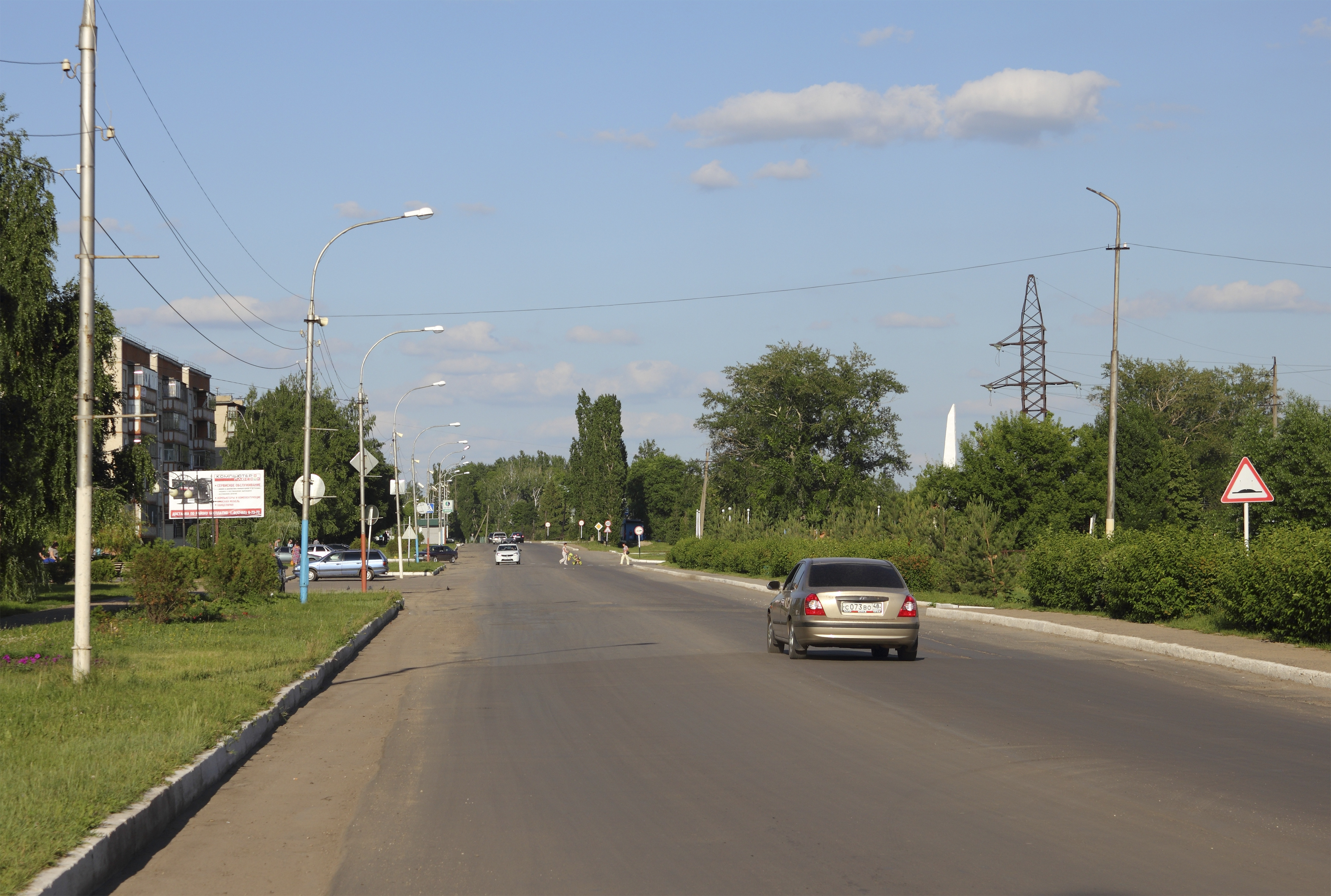
Новая часть города: улица Мира
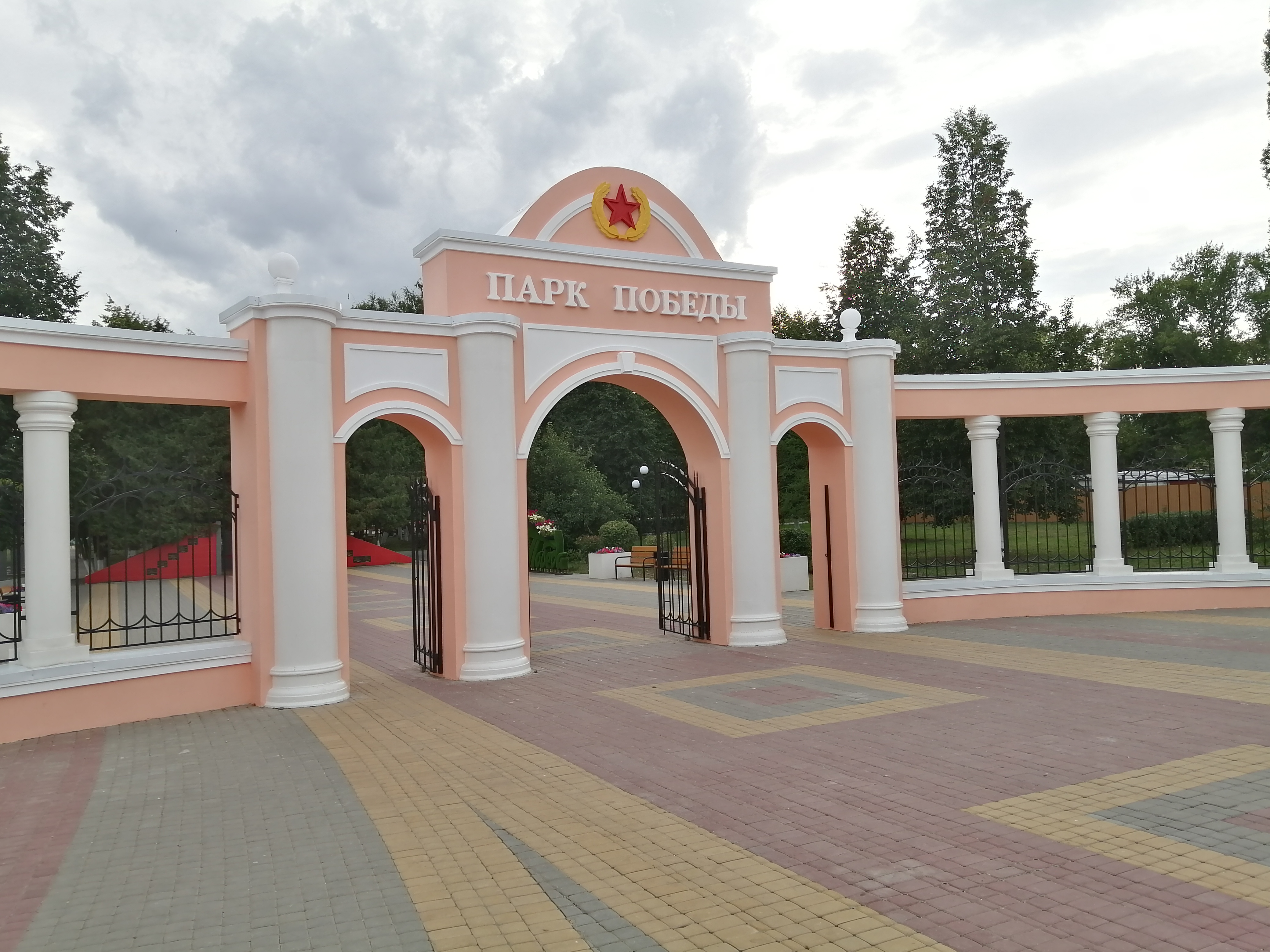
Парк Победы
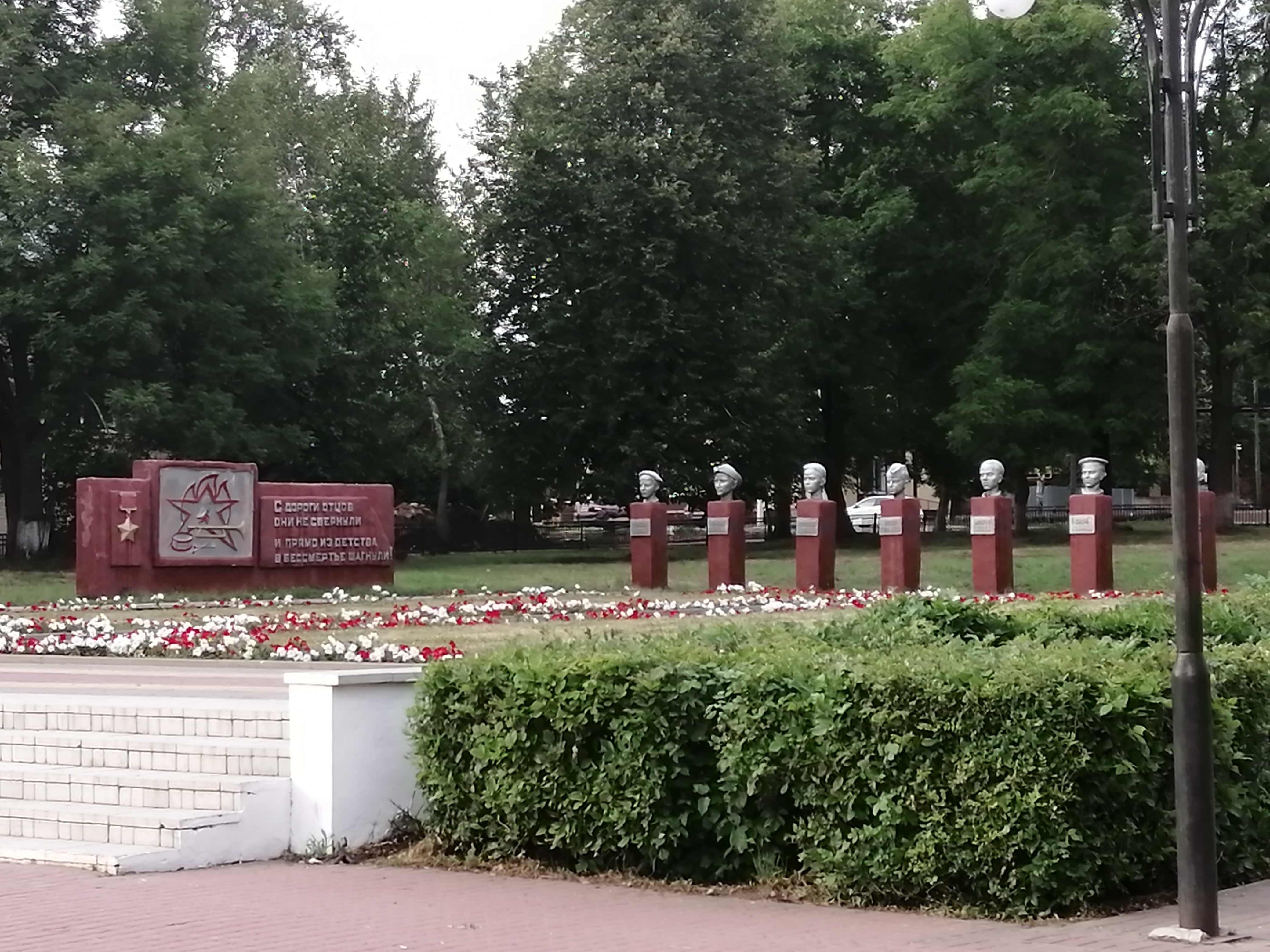
Парк пионеров-героев